# 종자기름
종자기름(영어: seed oil)은 열매가 아닌 식물의 종자로부터 얻은 식물성 기름이다. 종자유(種子油), 씨유, 씨앗기름, 씨기름이라고도 한다.
대부분의 식물성 기름은 종자기름이다. 몇 가지 일반적인 예로는 해바라기씨유, 카놀라유, 참기름 등이 있다.
몇 가지 중요한 식물성 기름은 종자 기름이 아니다. 종자 기름이 아닌 식물성 기름의 예로는 올리브유이 있다.
| 식물         | 기름            |
| ------------ | --------------- |
| 아몬드       | 아몬드유        |
| 아르간       | 아르간 오일     |
| 보리지       | 보리지 오일     |
| 카놀라       | 카놀라유        |
| 피마자       | 피마자유        |
| 체리         | 체리씨유        |
| 코코넛       | 코코넛 오일     |
| 옥수수       | 옥수수유        |
| 면화         | 면실유          |
| 아마         | 아마인유        |
| 포도         | 포도씨유        |
| 삼           | 삼씨기름        |
| 호호바       | 호호바 오일     |
| 마카다미아   | 마카다미아 오일 |
| 망고         | 망고 오일       |
| 겨자         | 겨자유          |
| 님           | 님 오일         |
| 기름야자     | 팜핵유          |
| 유채         | 유채유          |
| 잇꽃         | 잇꽃기름        |
| 참깨         | 참기름          |
| 시어버터나무 | 시어 버터       |
| 해바라기     | 해바라기씨유    |
| 쿠마루       | 통가콩기름      |
| 유동나무     | 동유            |

## 같이 보기
- 씨앗
- 기름
- 식물성 기름